# Shanghai Mini-Auto Works
Shanghai Mini-Auto Works war ein Hersteller von Automobilen aus Shanghai in der Volksrepublik China.

## Unternehmensgeschichte
Das Unternehmen begann 1958 mit der Produktion von Automobilen
Der Markenname lautete zunächst Feiyue. 1960 endete die Produktion zunächst, nachdem etwa 25 Fahrzeuge hergestellt worden waren.
1966 wurde die Produktion fortgesetzt. Der Markenname lautete nun Haiyan. 1970 endete die Produktion. Es bestand keine Verbindung zu Shanghai Bus Repair Works aus derselben Stadt, die zwischen 1959 und 1962 den gleichen Markennamen benutzten.

## Fahrzeuge

### Markenname Feiyue
Im Angebot standen kleine Taxis. Es waren offene, türlose Fahrzeuge mit Platz für vier Personen. Das Leergewicht lag bei 400 kg und die Höchstgeschwindigkeit bei 50 km/h.

### Markenname Haiyan
Der SW 710 war ein Kleinstwagen, der dem Goggomobil ähnelte. Eine andere Quelle gibt an, dass möglicherweise ein Saporoshez die Basis bildete. Sein Heckmotor hatte 300 cm³ Hubraum. Die Fahrzeuge wurden als Taxi eingesetzt.
1978 wurden viele der verbliebenen Fahrzeuge in Shanghai eingesammelt und gelagert, um sie zu verschrotten.